# ماركوس دينمون
ماركوس دينمون (بالإنجليزية: Marcus Denmon)‏ مواليد 20 مارس 1990 في كانساس سيتي، هو لاعب كرة سلة أمريكي. بدأ مسيرته الاحترافية في سنة 2012. تم اختياره من قبل فريق سان أنطونيو سبرز خلال الدرافت. يلعب مع عنتاب لكرة السلة في الدوري التركي لكرة السلة كلاعب هجوم خلفي. يحمل الرقم 12. يبلغ طوله 6 قدم 3 بوصة (1.9 م).

## المسيرة الاحترافية
لعب مع إلان شالون في الدوري الفرنسي في موسم 2012–2013، ثم لعب مع نادي طوفاس الرياضي في الدوري التركي في موسم 2013–2014، ثم لعب مع نيو باسكت برينديزي في الدوري الإيطالي في موسم 2014–2015، ثم لعب مع عنتاب لكرة السلة في الدوري التركي في سنة 2016.

## روابط خارجية
- ماركوس دينمون على موقع سبورتس رفرنس (الإنجليزية)
- ماركوس دينمون على موقع كرة السلة الأوروبية.كوم (الإنجليزية)
- ماركوس دينمون على موقع كلية كرة السلة في سبورتس رفرنس.كوم (الإنجليزية)
- ماركوس دينمون على موقع ريلجم (الإنجليزية)
- ماركوس دينمون على موقع بروبوليرز (الإنجليزية)
- ماركوس دينمون على موقع سبورتس رفرنس (الإنجليزية)